# 黏液
黏液（英語：mucus）是一種從動物的黏膜內層分泌出來的濕滑液體；相對地，植物或微生物分泌的稱為“黏質”（mucilage）。黏液一般都是比較濃稠的膠狀體，含有具抗菌功效的酵素，例如：溶菌酶、抗体等。黏液由滿佈黏膜表面內的杯狀細胞製造，由懸浮於水中的黏蛋白及無機鹽所組成。痰亦是黏液的一種，但專指下呼吸道感染所產生的黏液；鼻腔內產生的黏液則稱作「鼻涕」（儘管很多人都分不清從鼻腔往後流進喉頭的黏液與痰的分別）。

## 例子
- 鼻涕
- 痰

## 參看
- 鹼性黏液（英语：Alkaline mucus）
- 黏膜黏附（英语：Mucoadhesion）
- 蜗牛黏泥（英语：Snail slime）
- 黏液成絲現象（英语：Spinnbarkeit）